# Guy Theodore Wrench
Pour les articles homonymes, voir Wrench.
Guy Theodore Wrench, né le 3 février 1877 à Kingston upon Thames et mort le 8 janvier 1954 à Karachi, est un agronome, nutritionniste, et médecin britannique qui est pionnier du mouvement de l'agriculture biologique.

## Biographie
Wrench fait ses études à l'école de Repton. Il reçoit ses diplômes M.B., B.S. en 1903 et M.D. en 1904 de l'Université de Londres. Il compte plusieurs années d'expérience en agrobiologie en Inde. Wrench est maître assistant du Rotunda Hospital,.
L'ouvrage le plus connu de Wrench est The Wheel of Health, étude sur la recherche  nutritionnelle de Sir Robert McCarrison et de l'ethnie Hunza,,. Ce livre est qualifié de « classique du premier mouvement de l'agriculture biologique ». Il est dédié à Lord Northbourne. En 1939, Wrench publie un article dans le British Medical Journal à propos de la santé du sol et de son lien avec la santé humaine.
Wrench était en contact avec d'autres pionniers de l'agriculture biologique en Grande-Bretagne, comme Albert Howard et le comte de Portsmouth. Il meurt chez lui à Karachi, au Pakistan.

## Quelques publications
- Rotunda Midwifery for Nurses and Midwives (1908)
- The Grammar of Life (1908)
- The Mastery of Life (1911)
- Practical Obstetrics (with E. Hastings Tweedy, 1912)
- Lord Lister: His Life and Work (1913)
- The Healthy Marriage (1916)
- Healthy Wedded Life (1923)
- A Textbook Of Domestic Medicine And Surgery (1926)
- The Causes of War and Peace (1926)
- The Wheel of Health (1938)
- The Restoration of the Peasantries (1939)
- Reconstruction by Way of the Soil (1946)